# Twee Belgen
I Twee Belgen (2 Belgen) sono un gruppo musicale belga, fondato da Rembert De Smet e Herman Celis a Gand, divenuto popolare in Francia e in Belgio negli anni ottanta con la canzone Lena.

## Formazione
- Rembert De Smet - voce
- Herman Celis - batteria
- Uli Kraemer - batteria
- Alan Gevaert - basso
- Jean-Lou Nowé - chitarra
- Koen Brando - tastiera

## Discografia

### Album
- 1982 – 2 Belgen (Antler)
- 1983 –  Souls masking (Antler)
- 1985 –  Trop Petit (Antler)
- 1986 –  Sweet and Sour (Antler)

### Singoli
- 1982 –  Quand le film est triste / Lena (Antler)
- 1983 –  The third from the left in the top row / Fever (Antler)
- 1983 –  Mustapha / Happy Together (Antler)
- 1983 –  Call me / My meat won't keep (Antler)
- 1984 –  Opération coup de poign / Same song never again (Antler)
- 1985 –  Lena / Dancing thoughts (Antler)
- 1985 –  Energy / Secret Soul (RDR, Carere)
- 1985 –  Queen of Mine / I Was a fool (Vogue)
- 1986 –  Kisses sweet & sour / Sudden fortunes (Antler, Indisc)
- 1987 –  China Town / In the night (Indisc)
- 1988 –  Cara & Sara (Antler)

### Compilation
- 2003  – Essential (EMI Music Belgium)